# 堤丟斯
堤丟斯（Tydeus）是希臘神話中的人物，著名希臘悲劇七將攻底比斯中的七位英雄之一。

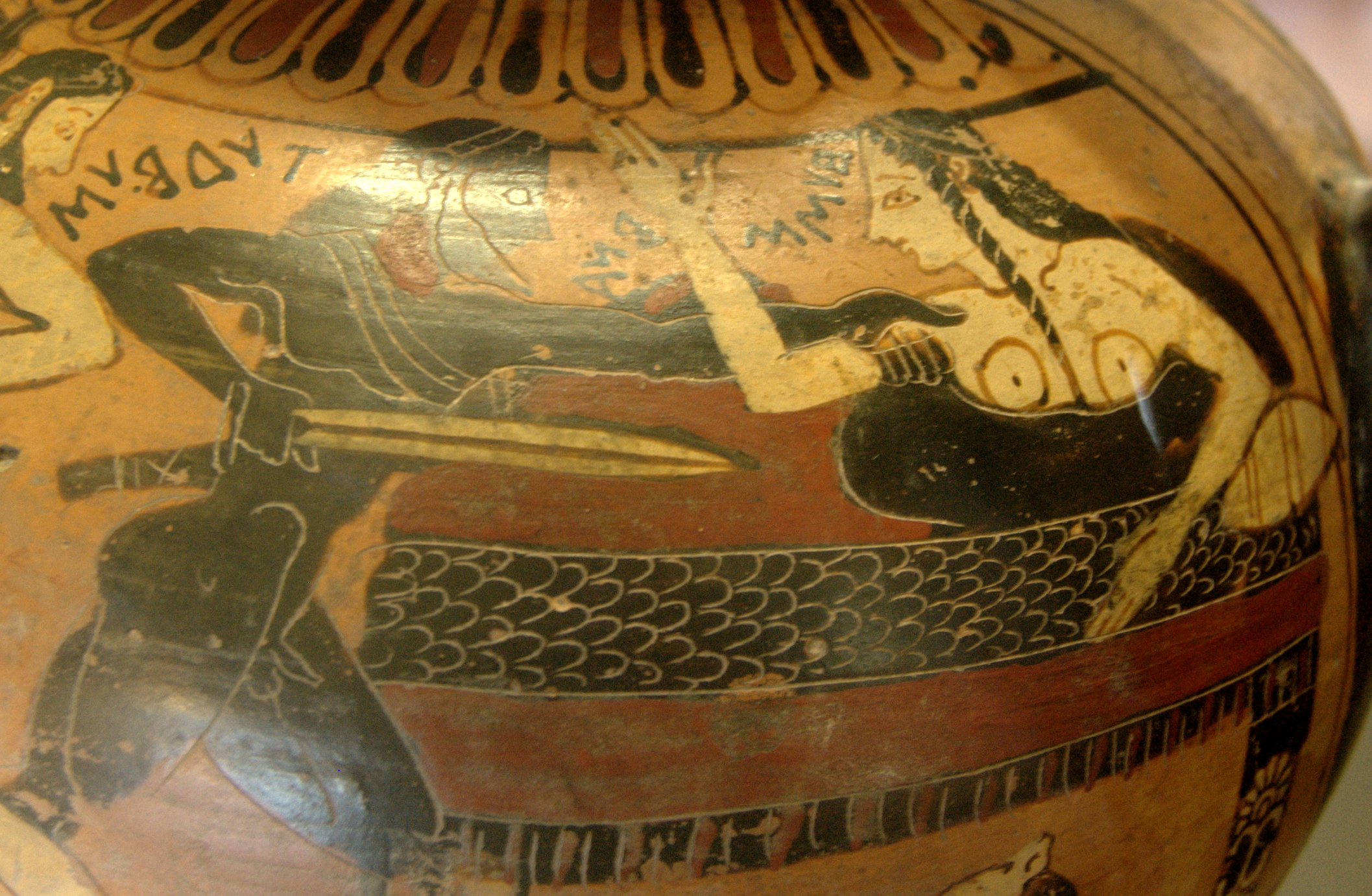
堤丟斯與伊斯墨涅

堤丟斯是卡呂冬國王俄紐斯之子，因被叔父阿格里俄斯放逐而來到阿爾戈斯。在那裡堤丟斯遇到了同樣被放逐的波呂尼刻斯，伊底帕斯之子。阿爾戈斯國王阿德剌斯托斯看到兩人的盾牌上的野豬和獅子圖案，想起神諭要他「將女兒嫁給一隻豬與一隻獅子」，於是把兩個女兒嫁給了兩人，並召集另外五位英雄組成軍隊攻打底比斯，為波呂尼刻斯取回王位。他的兒子是著名的狄俄墨德斯，特洛伊戰爭期間的阿爾戈斯國王。